# 타타대우 맥쎈
타타대우 맥쎈(TATA DAEWOO MAXEN)는 타타대우모빌리티가 타타대우 프리마 대형 모델의 페이스리프트 모델이다.
2022년 1월 20일에 출시되었으며, 기존 프리마 대형 모델의 캡, 도어, 헤드램프는 그대로 활용하면서 전면부 모습을 크게 변경했으며, 도어 하단부위를 크게 변경해 신발을 깔끔하게 수납할 수 있다. 타타대우 최초로 버튼시동/스마트키, 풀 디지털 클러스터(최상위 트림), 커넥티드 시스템(XENLINK) 등의 다양한 편의사양을 적용했다. 유로 6 Step E까지 환경규제를 충족하는 FPT의 CUUSOR 11,13 시리즈 엔진과 현대인프라코어의 DX12 엔진이 탑재되었다. 변속기는 ZF의 9단/16단 수동변속기, 8단 자동변속기, 12단 AMT와 이튼 9단 수동변속기가 탑재된다.

## 경쟁 차종
- 현대자동차 - 현대 엑시언트
- 볼보트럭 - 볼보 FH, 볼보 FM, 볼보 FMX
- 스카니아 - 스카니아 R-시리즈, 스카니아 S-시리즈
- 메르세데스-벤츠 - 메르세데스-벤츠 악트로스, 메르세데스-벤츠 아록스, 메르세데스-벤츠 아테고
- MAN - MAN TGX, MAN TGS, MAN TGM
- 이베코 - 이베코 스트랄리스, 이베코 S-WAY, 이베코 트래커